# 新村忠雄
新村 忠雄（にいむら ただお、1887年（明治20年）4月26日 - 1911年（明治44年）1月24日）は、日本の社会主義者、アナキスト。
幸徳事件（大逆事件）で処刑された12名の1人で、計画の首謀者とも言われる。号は秋峰。

## 略歴

### 無神論者から社会主義者へ
長野県埴科郡屋代町（現：長野県千曲市）の出身で生家は豪農だった。1897年（明治30年）に屋代小学校尋常科を卒業し、高等科に4年、補習科に1年ほど在学した。
郷里で信仰に疑問を持って無神論者となり、1903年（明治36年）に上京して幸徳秋水・堺利彦らが製作した「平民新聞」を愛読し、同年には日本メソジスト教会で受洗する。
1906年（明治39年）、新村はピョートル・クロポトキンの「無政府主義の哲学」を読んでアナキズムを知る。1908年（明治41年）には信濃社会主義教会に参加し、長野市の「黒潮会」や上田市の「社会主義談話会」などの地方同士との交流を増やしていき、同年7月15日には「高原文学」を発行、自身を「直接行動論者」と称した。
新村は後に、友人の紹介で書生として秋水の「平民社」に住み込むが赤旗事件などで同社は解散することになった。この復讐の機会を伺い、同志の宮下太吉らと共に皇太子の暗殺を計画し、爆発物を製造する目的で塩酸カリを入手する。宮下が勤務していた明科製材所の近くで爆破実験まで行う徹底ぶりだったが、新村自身が以前から警察の尾行を受けていたために露見する。

### 最期
1910年（明治43年）5月25日、爆発物取締罰則違反容疑で長野県内の自宅で逮捕される（明科事件）。その後、秋水らと共に幸徳事件（大逆事件）の首領として大逆罪で起訴され有罪となり、1911年（明治44年）1月18日に死刑判決を受けた（当時、大逆罪は未遂・予備含めて死刑しか定められていなかった）。同年1月24日14時50分、市ヶ谷刑務所において新村の死刑が執行された。23歳没。新村の執行の約2時間半前には宮下が執行されている。
天皇（皇太子）暗殺を企てるという重大な事件を受け、警察は新村や宮下のほかに管野スガ・古河力作ら26名が暗殺構想を抱いており、首謀者は秋水だと断定した。しかし実際には以下の部分が異なる。
1. 標的は明治天皇ではなく皇太子（大正天皇）だった
2. 暗殺計画は宮下と新村が中心で、秋水や管野らの具体的な関与は無かった
3. 暗殺計画は長野県内で準備され、その頃の秋水や管野らは神奈川県湯河原で湯治していた

このため、警察による「フレームアップ」だったと批判される。なお、兄の新村善兵衛（1881年3月16日-1920年4月2日）も前述の明科事件で逮捕されたが、幸徳事件で懲役8年の判決を受けて、1915年（大正4年）に出獄した。